# Mifepriszton
A mifepriszton egy szintetikus szteroid, amit  korai terhességek művi megszakítására használnak. Az USA-ban a Danco Laboratories gyártja Mifeprex néven.
A tesztek korai fázisában RU-486 volt a neve a kifejlesztő francia Roussel Uclaf cég után.
Bevezetése kisebb-nagyobb vitákat vont maga után minden országban, legutóbb hazánkban.